# 乌涌清官兵合葬墓
乌涌清官兵合葬墓，位于中华人民共和国广东省广州市黄埔区红山街道文船社区牛山的山腰，牛山炮台公园范围内。现为广州市的一个市级文物保护单位，类型为近现代重要史迹及代表性建筑，公布时间为1993年8月。
乌涌清官兵合葬墓的历史年代为清代。